# 애플 A15
애플 A15 바이오닉(영어: Apple A15 Bionic)은 애플이 설계한 프로세서이다. 애플에서 2021년 9월 15일에 아이폰 13과 같이 공개된 애플의 프로세서이다. 애플 A14의 후속 프로세서이다. 아이폰 13, 아이폰 13 미니, 아이폰 13 프로, 아이폰 13 프로 맥스, 아이폰 SE (3세대), 아이패드 미니 (6세대), 아이폰 14, 아이폰 14 플러스에 탑재된 프로세서이다.

## 디자인
애플 A15 바이오닉은 ARMv8을 구현하는 애플이 디자인한 64비트 6코어 CPU를 특징으로 한다. Avalanche라고 불리는 두 개의 고성능 코어와 Blizzard라고 불리는 네 개의 에너지 효율적인 코어를 가지고 있다. 애플은 아이폰의 애플 A15 바이오닉이 경쟁 제품보다 50% 더 빠르다고 주장한다. 애플은 아이패드 미니 (6세대)의 애플 A15 바이오닉이 애플 A12 바이오닉보다 40% 더 빠르다고 주장한다.
A15는 150억개의 트랜지스터를 포함하고 있으며 애플이 새로운 16코어 뉴럴 엔진이라고 부르는 전용 신경망 하드웨어를 포함하고 있다. Neural Engine은 초당 15조 8천억 개의 연산을 수행할 수 있으며, 이는 A14의 초당 11조 개의 연산(+43%)보다 빠른 속도다. 또한 A15에는 향상된 컴퓨터 사진 기능을 갖춘 새로운 이미지 프로세서(ISP)가 포함되어 있다. 애플은 시스템 캐시를 32MB로 두 배로 늘렸고, 이는 자체적인 성능 향상을 제공할 것이라고 언급했다.
디코딩 및 인코딩을 통한 코덱 지원은 HEVC 264, 265(8/10비트), VP 8, VP9 및 JPEG에서 사용할 수 있다. AVC, VC1 및 AV1을 디코딩에 사용할 수 있다.
A15는 TSMC에 의해 제조되며, 보도에 따르면 2세대 5nm 제조 공정인 N5P로 제조된다.

## GPU
애플 A15 바이오닉은 애플이 디자인한 아이패드 미니6, 아이폰13 프로, 프로맥스 모델용 5코어 GPU를 통합한 반면 아이폰 13과 아이폰 13 미니에서는 GPU 1개가 비활성화돼 있어 4코어 GPU가 된다. 애플은 A15의 5코어 GPU가 경쟁 제품보다 50% 더 빠르다고 주장한다. 애플은 A15의 4코어 GPU가 경쟁 제품보다 30% 빠르다고 주장한다.

## 애플 A15 바이오닉을 채용한 제품
- 아이폰 13
- 아이폰 13 미니
- 아이폰 13 프로
- 아이폰 13 프로 맥스
- 아이폰 SE (3세대)
- 아이패드 미니 (6세대)
- 아이폰 14 / 14 플러스

## 같이 보기
- 애플이 설계한 프로세서